# Ада Негрі
Негрі́ А́да (італ. Ada Negri; 3 лютого 1870, Лоді — 11 січня 1945, Мілан) — італійська поетеса, письменниця.

## Творчість
У своїй творчості яскраво зобразила соціальні контрасти. Збірки «Доля» («Fatalita», 1892), «Буря» («Tempeste», 1896) принесли поетесі широке визнання, в тому числі в російській та українській літературі. Творчістю А. Негрі цікавились (і перекладали) П. Грабовський, Леся Українка, О. Коваленко. На початку 30-х років з'явилось видання: Негрі Ада. Вибрані поезії. В перекладах П. Грабовського, В. Самійленка та Маріанни Хмарки.
Окрім віршів писала також прозові твори: «Самотні жінки» (1917), автобіографія «Ранній світанок» (1938).